# ザ・ロンドン・ハウリン・ウルフ・セッションズ
『ザ・ロンドン・ハウリン・ウルフ・セッションズ』（The London Howlin' Wolf Sessions）は、アメリカ合衆国のブルース・ミュージシャン、ハウリン・ウルフが1970年に録音、1971年に発表したスタジオ・アルバム。イギリスのロック・ミュージシャンを従えた録音で、ジャケットにはエリック・クラプトン、スティーヴ・ウィンウッド、ローリング・ストーンズのビル・ワイマンとチャーリー・ワッツの名前がフィーチャリング・ゲストとして記載された。

## 背景
チェス・レコードのスタッフ・プロデューサーであったノーマン・デイロンは、1968年8月に行われたクリームとエレクトリック・フラッグのフィルモア・オーディトリアム公演の楽屋で、クラプトンにウルフとの共演アルバムのアイディアを持ちかけた。そして、1970年4月末にウルフが渡英したのに伴い、本作のためのセッションが実現した。初日のセッションではクラウス・フォアマンとリンゴ・スターがリズム・セクションを務めたが、オリジナル盤では、この時の録音からは「アイ・エイント・スーパースティシャス」のみ採用され、以後のセッションではビル・ワイマンとチャーリー・ワッツが参加した。なお、本作には長年ウルフと共に活動してきたギタリストのヒューバート・サムリンも参加しており、チェス・レコード側はサムリンのロンドンへの渡航費を払うことを渋ったが、クラプトンの強い希望によりセッションへの参加が実現した。
一部のパートはアメリカでオーバー・ダビングされた。ホーン・セクションは、本作のロンドン・セッションでハーモニカを吹いたジェフリー・カープのバンド「43rd Street Snipers」のメンバーにより、更にフィル・アップチャーチやラファイエット・リークといった奏者も起用された。また、フィーチャリング・ゲストとして紹介されているスティーヴ・ウィンウッドも、実際にはオーバー・ダビングでの参加で、トラフィックのアメリカ・ツアーの合間にピアノとオルガンのパートを録音した。

## 反響・評価
アメリカでは自身唯一となるBillboard 200入りを果たし、1971年9月11日に最高79位を記録した。また、『ビルボード』のR&Bアルバム・チャートでは1971年9月18日に28位を記録した。
Cub Kodaはオールミュージックにおいて5点満点中2.5点を付け「ウルフとイギリスの侍者たちの間には、明白どころか、率直に言って悲しくなるほど、エナジーのレベルに差がある」「ウルフがバンドに、ウィリー・ディクスンの"Little Red Rooster"の弾き方を教えているリハーサルの断片からして、このロック・スター達との混ぜ合わせというコンセプト全体が的外れだということが示されている」と評している。また、ロバート・クリストガウは本作にAマイナスを付け「ウルフの声は、骨を粉砕するほどの勢いではなく、少々軽い。彼は白人の少年達を怖がらせたくなかったのだろう」と評している。

## リイシュー
2002年のリマスターCDは2枚組で発売され、ディスク1に追加されたボーナス・トラック3曲は、いずれもマディ・ウォーターズとのスプリット盤『London Revisited』（1974年）が初出である。また、ディスク2には別テイクや別ミックスが合計12トラック収録された。
2013年の日本盤再発CD (UICY-75961)は、オリジナルの13曲と、デラックス・エディション盤のディスク1に収録されていたボーナス・トラック3曲から成る16曲入りである。

## 収録曲
特記なき楽曲はチェスター・バーネット（ハウリン・ウルフ）作。
Side 1
1. ロッキン・ダディ - "Rockin' Daddy" - 3:47
2. アイ・エイント・スーパースティシャス - "I Ain't Superstitious" (Willie Dixon) - 3:31
3. シッティン・オン・トップ・オブ・ザ・ワールド - "Sittin' on Top of the World" - 3:55
4. ウォリード・アバウト・マイ・ベイビー - ""Worried About My Baby" - 2:59
5. ホワット・ア・ウーマン! - "What a Woman!" (Jimmy Oden) - 3:03
6. プア・ボーイ - "Poor Boy" - 3:07

Side 2
1. ビルト・フォー・コンフォート - "Built for Comfort" (W. Dixon) - 2:12
2. フーズ・ビーン・トーキング - "Who's Been Talking?" - 3:07
3. ザ・レッド・ルースター（誤った出だし&ダイアログ） - "The Red Rooster (False Start and Dialogue)" (W. Dixon) - 2:03
4. ザ・レッド・ルースター - "The Red Rooster" (W. Dixon) - 3:59
5. ドゥ・ザ・ドゥ - "Do the Do" (W. Dixon) - 2:23
6. ハイウェイ49 - "Highway 49" (Big Joe Williams) - 2:50
7. ワン・ダン・ドゥードゥル - "Wang Dang Doodle" (W. Dixon) - 4:28

### デラックス・エディション盤ボーナス・トラック
1. ゴーイン・ダウン・スロウ - "Goin' Down Slow" (J. Oden) - 5:52
2. キリング・フロア - "Killing Floor" - 5:18
3. アイ・ウォント・トゥ・ハヴ・ア・ワード・ウィズ・ユー - "I Want to Have a Word With You" - 4:07

### デラックス・エディション盤ボーナス・ディスク
1. ウォリード・アバウト・マイ・ベイビー（リハーサル・テイク） - "Worried About My Baby (Rehearsal Take)" - 4:31
2. ザ・レッド・ルースター（オルタネイト・ミックス） - "The Red Rooster (Alternate Mix with Alternate Piano)" (W. Dixon) - 4:02
3. ホワット・ア・ウーマン!（オルタネイト・テイク） - "What a Woman! (Alternate Take)" (J. Oden) - 5:10
4. フーズ・ビーン・トーキング（オルタネイト・テイク:誤った出だし&ダイアログ） - "Who's Been Talking (Alternate Take with False Start and Dialogue)" - 5:51
5. ウォリード・アバウト・マイ・ベイビー（オルタネイト・テイク） - "Worried About My Baby (Alternate Take)" - 3:43
6. アイ・エイント・スーパースティシャス（オルタネイト・テイク） - "I Ain't Superstitious (Alternate Take)" (W. Dixon) - 4:10
7. ハイウェイ49（オルタネイト・テイク） - "Highway 49 (Alternate Take)" (B. J. Williams) - 3:39
8. ドゥ・ザ・ドゥ（エクステンデッド・オルタネイト・テイク） - "Do the Do (Extended Alternate Take)" (W. Dixon) - 5:44
9. プア・ボーイ（オルタネイト・リリックス/ミックス） - "Poor Boy (Alternate Lyrics/Mix)" - 4:27
10. アイ・エイント・スーパースティシャス（オルタネイト・ミックス） - "I Ain't Superstitious (Alternate Mix)" (W. Dixon) - 3:53
11. ホワット・ア・ウーマン!（オルガン・オーヴァーダブによるオルタネイト・ミックス） - "What a Woman! (Alternate Mix with Organ Overdub)" (J. Oden) - 3:10
12. ロッキン・ダディ（オルタネイト・ミックス） - "Rockin' Daddy (Alternate Mix)" - 3:58

## 参加ミュージシャン
- ハウリン・ウルフ - ボーカル(all songs)、ハーモニカ(on #4, #8)、アコースティック・ギター(on #9)
- エリック・クラプトン - リードギター
- ヒューバート・サムリン - リズムギター
- スティーヴ・ウィンウッド - ピアノ、オルガン
- イアン・スチュワート - ピアノ(on #1, #7, #11, #13)
- ビル・ワイマン - ベース、カウベル、シェイカー
- チャーリー・ワッツ - ドラムス
- ジェフリー・カープ - ハーモニカ

アディショナル・ミュージシャン
- ラファイエット・リーク - ピアノ(on #3, #4, #9, #10)
- ジョン・サイモン - ピアノ(on #8)
- フィル・アップチャーチ - ベース(on #1)
- クラウス・フォアマン - ベース(on #2)
- リッチー（リンゴ・スター） - ドラムス(on #2)
- デニス・ランシング、ジョー・ミラー、ジョーダン・サンドク - ホーン・セクション(on #2, #7)